# ベトナムのビール
ベトナムのビールでは、ベトナムで製造および輸入されるビールの概要について記す。

## 概要
ラガーはベトナムで最も人気のある種類のビールである。

### 大手醸造
ベトナムで最も人気のある3つのビールメーカーは以下のとおりである。
- ビア・サイゴンと33 Beer（英語版）を生産する「Sabeco Brewery」
- ハイネケン、タイガービール、ラール・ビールを生産する「Vietnam Brewery Ltd」（ハイネケン・アジア・パシフィック（英語版）とSaigon Trading Group (Satra)の合弁会社）
- ビア・ハノイとトルクバッハ(チュックバック)ビールを生産する「Habeco（英語版）」[2]

2013年のデータによれば、これら3つのうち、ビア・サイゴンが最も人気がある。
他の人気の高い醸造所には、Huda BeerとDaivietを生産する「Hue Brewery Ltd」（ベトナムで黒ビールを生産する唯一の醸造所）がある。
人気の高い外国資本の醸造所には、タイガービール、カールスバーグ、ハイネケンなどがある。
ハイネケンとタイガービールは、ともにベトナムの高級ビールの市場シェアの約85％を占める。
ベトナムは、タイガーとハイネケンのアジア太平洋地域で世界最大の市場である。
ビール生産量は2015年の34億リットルから2020年に40億～4.25億リットルに増加し、ビール生産量を18～25％増加させることを目指している。

### 小規模醸造所
ベトナムには約20の醸造所がある。
これらのビールのほとんどはチェコとドイツ風のビールである。
著名な醸造所には、ホア・ウィーン・ブラウスハウス（Hoa Vien Brauhaus）、ピルスナー・ウルケル（Pilsner Urquell）、ゴールドマルト（Goldmalt）醸造所などがある。

### 輸入ビール
ベトナムは様々な国からビールを輸入している。
ベルギーの瓶ビールにトラピステ、シメイ、レフ、ヒューガルデン・ホワイトがある。
ベトナムが輸入するドイツの瓶ビールの例に、MunchnerHofbrau、Warsteiner、Paulaner、ビットブルガー、エーデルワイス (ビール)、Kostricherなどがある。
ロシアとチェコからのビールもベトナムに輸入されている。

## ギャラリー

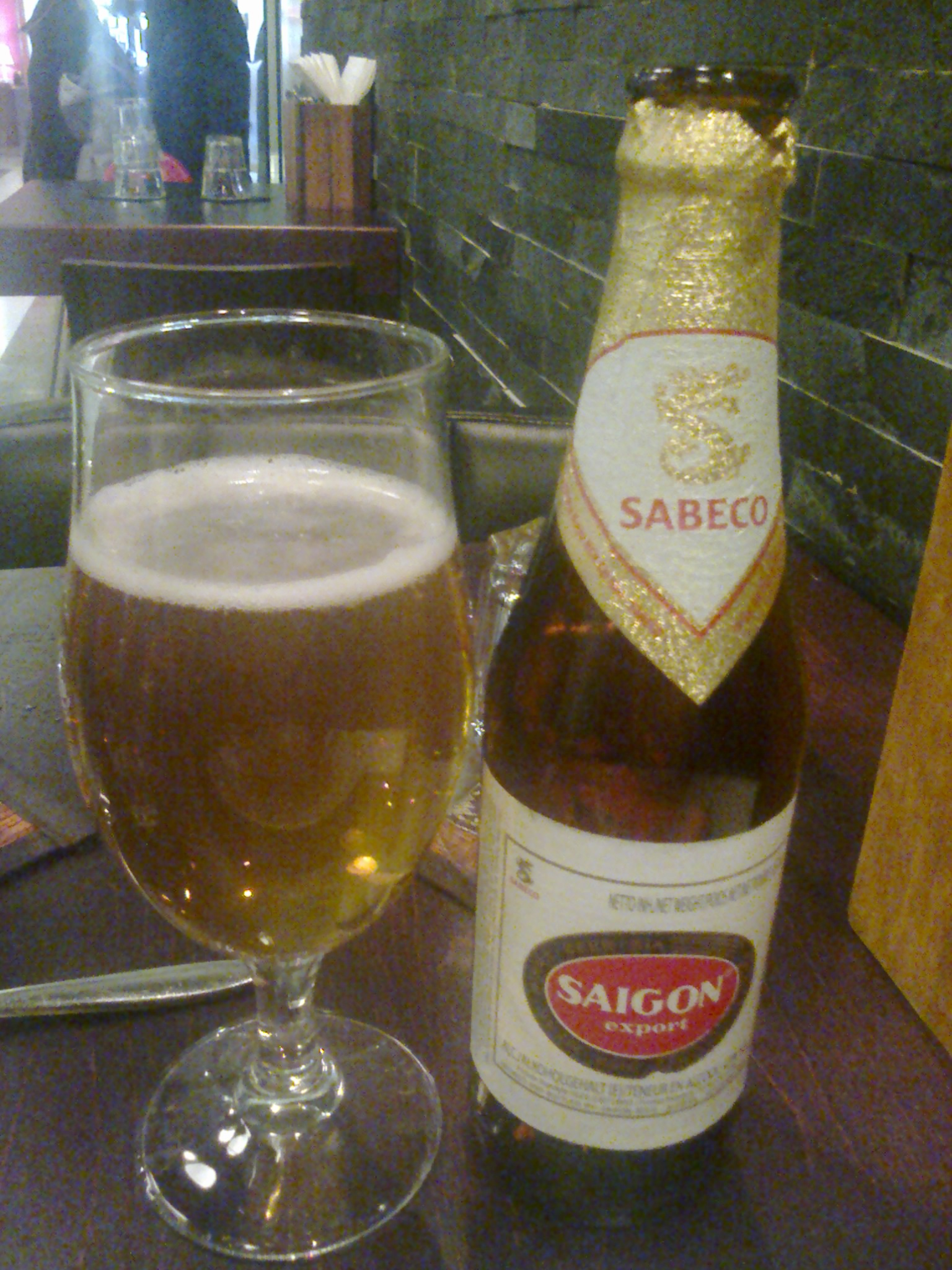
ビア・サイゴン 赤ラベル（エクスポートビア（ドイツ語版））
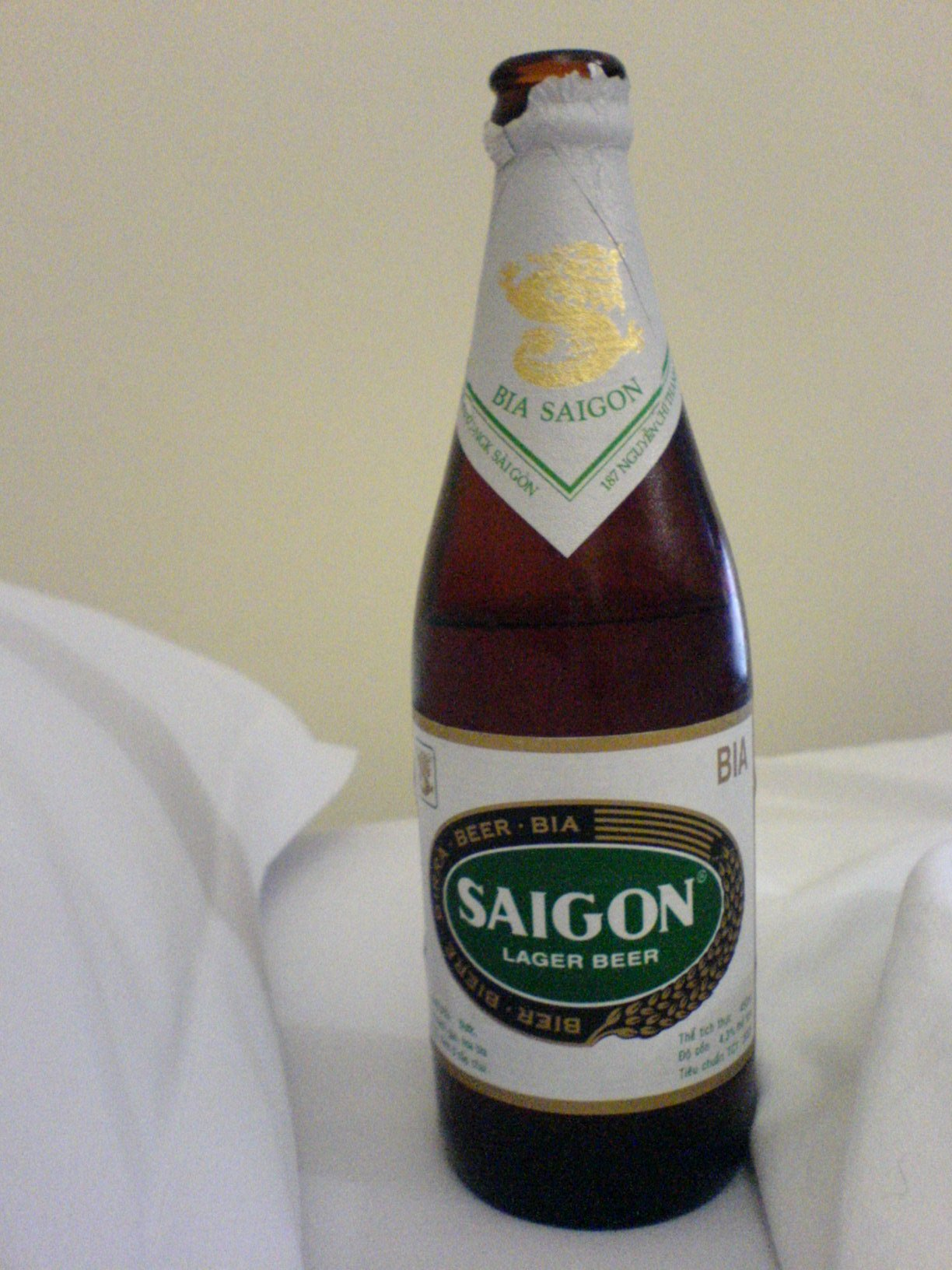
ビア・サイゴン 緑ラベル（ラガー）
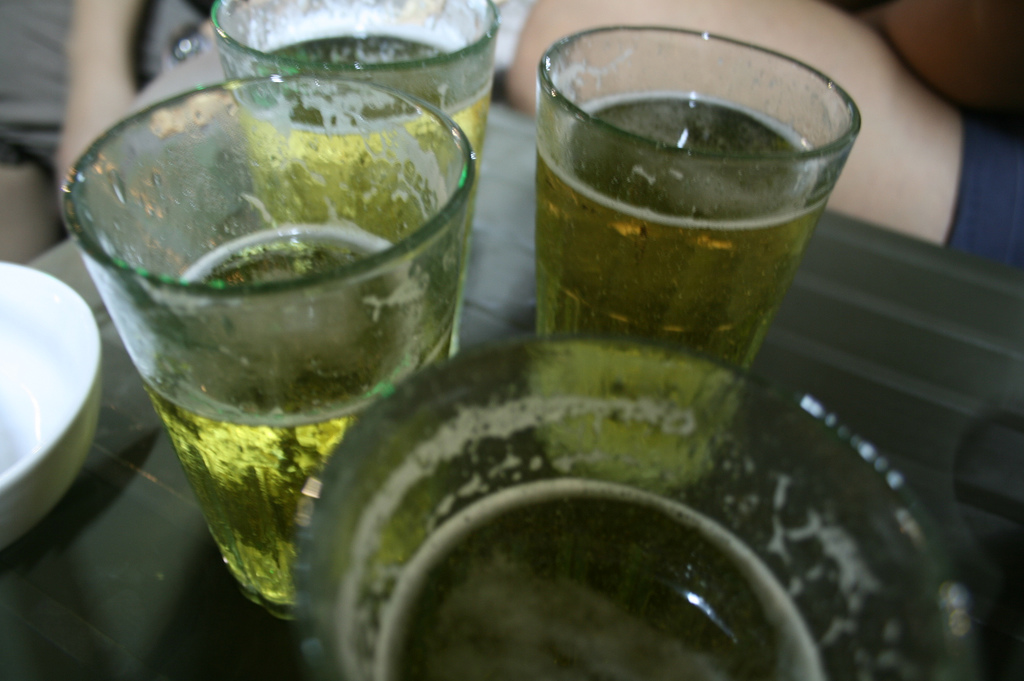
ビア・ホイ